# Yeh Yeh Yeh
«Yeh Yeh Yeh» — песня Melanie C, которая стала третьим, заключительным синглом с альбома Reason. Первоначально планировалось выпустить «Yeh Yeh Yeh» как третий сингл. Но незадолго до выпуска Melanie повредила колено на ТВ-шоу. Из-за этого пришлось отменить релиз в Великобритании, но всё же сингл вышел в некоторых европейских странах. Так же из-за травмы пришлось к синглу прибавить песню «Melt».В итоге получился двойной сингл. Сингл был выпущен 10 ноября 2003 года. С этим синглом было много проблем. На CD1 была опечатка в трек листе. Первым номером в трек листе должна была быть песня «Yeh Yeh Yeh», а была «Melt». Из-за опечатки и сильной конкуренции сингл добрался только до 27-го места в Великобритании, где был продан в 8313 копий, что не помогло в продвижении альбома. Впоследствии Virgin разорвала контракт с Мелани Си.

## Список композиций и форматы
Великобритания CD
1. «Melt» [album version] — 3:44
2. «Yeh Yeh Yeh» [radio mix] — 3:43

Великобритания CD2
1. «Melt» [album version] — 3:44
2. «Yeh Yeh Yeh» [radio mix] — 3:43
3. «Knocked Out» — 3:50
4. «Yeh Yeh Yeh» [music video] — 3:40

Европа CD
1. «Yeh Yeh Yeh» [radio mix] — 3:43
2. «Knocked Out» — 3:50
3. «Yeh Yeh Yeh» [Shanghai Surprise remix] — 7:34

Европа DVD
1. Yeh Yeh Yeh [Video] — 3:43
2. Knocked Out — 3:50
3. I Wish [Live From Re: covered] — 4:24
4. Behind The Scenes — 2:00

## Официальные версии
- "Yeh Yeh Yeh" (album version) – 4:19
- "Yeh Yeh Yeh" (radio mix) – 3:43
- "Yeh Yeh Yeh" (Shanghai Surprise Remix) – 7:34
- "Yeh Yeh Yeh" (Shanghai Surprise Remix Edit) – 3:51
- "Yeh Yeh Yeh" (Shanghai Surprise Dub) – 6:35

## Чарты
| Чарт (2003)                     | Пик позиция |
| ------------------------------- | ----------- |
| Германия (GfK)                  | 63          |
| Италия (FIMI)                   | 38          |
| Шотландия (OCC Scotland)        | 33          |
| Испания (PROMUSICAE)            | 13          |
| Великобритания (OCC UK Singles) | 27          |